# Sarkajmy
Sarkajmy (niem. Scharkeim) – wieś w Polsce położona w województwie warmińsko-mazurskim, w powiecie kętrzyńskim, w gminie Korsze.
W latach 1975–1998 miejscowość administracyjnie należała do województwa olsztyńskiego.
Obok Sarkajm płynie Sajna, która oddziela wieś od leżących na drugim brzegu rzeki Krzemit.

## Historia
We wsi pod koniec XVIII w. funkcjonował młyn wodny.
W roku 1913 Sarkajmy jako folwark wchodziły w skład majoratu Łankiejmy, należącego do von der Groebenów.

## Ochrona przyrody
Wschodnia część wsi jest objęta ochroną w ramach Obszaru Chronionego Krajobrazu Doliny Rzeki Guber, który obejmuje nie tylko obszar Gubra, ale także dolinę Sajny.